# مايك هيفرنان
مايك هيفرنان (بالإنجليزية: Mike Heffernan)‏ هو لاعب كرة قدم أسترالية أسترالي، ولد في 23 ديسمبر 1939.

## وصلات خارجية
- مايك هيفرنان على موقع AustralianFootball.com (الإنجليزية)
- مايك هيفرنان على موقع AFLtables.com (الإنجليزية)